# Красноярская митрополия
Красноя́рская митропо́лия — митрополия Русской Православной Церкви, образованная в границах Красноярского края. Объединяет Красноярскую, Енисейскую, Канскую, Минусинскую и Норильскую епархии.
Центр митрополии — город Красноярск.
Образована постановлением Священного синода от 6 октября 2011 года.

## Состав митрополии
Включает пять епархий:

### Енисейская епархия
Объединяет приходы в административных границах городов Енисейск и Лесосибирск, а также Большемуртинского, Енисейского, Казачинского, Мотыгинского, Пировского, Северо-Енисейского и Сухобузимского районов Красноярского края.

### Канская епархия
Объединяет приходы в административных границах границах Абанского, Богучанского, Дзержинского, Иланского, Ирбейского, Канского, Кежемского, Нижнеингашского, Партизанского, Рыбинского, Саянского, Тасеевского и Уярского райнов Красноярского края.

### Красноярская епархия
Объединяет приходы в административных границах Красноярского, Ачинского, Боготольского, Дивногорского, Назаровского, Сосновоборского, Шарыповского, Кедровского ГО; ЗАТО Железногорск, Зеленогорск, Солнечный; Ачинского, Балахтинского, Берёзовского, Бирилюсского, Боготольского, Большеулуйского, Емельяновского, Козульского, Манского, Назаровского, Новосёловского, Тюхтетского, Ужурского, Шарыповского и Эвенкийского районов Красноярского края.

### Минусинская епархия
Объединяет приходы в административных границах города Минусинска, а также Минусинского, Ермаковского, Идринского, Каратузского, Краснотуранского, Курагинского и Шушенского районов Красноярского края.

### Норильская епархия
Объединяет приходы в административных границах границах города Норильска, а также Туруханского и Таймырского Долгано-Ненецкого Красноярского края.